# Edward Schillebeeckx
Edward Cornelis Florentius Alfonsus Schillebeeckx, O.P. (Antwerpen, 12 november 1914 - Nijmegen, 23 december 2009), kloosternaam Eduardus Henricus, was een Belgisch dominicaan, theoloog en hoogleraar. Wereldwijd bekend werd hij vooral door zijn deelname aan het Tweede Vaticaans Concilie en de kritiek van de Congregatie voor de Geloofsleer op zijn visie op het priesterambt, Jezus en de sacramenten.

## Levensloop
Schillebeeckx trad in 1934 in bij de dominicanerorde na zijn schoolopleiding in Turnhout. Deze ontving hij bij de jezuïeten van het Sint-Jozefcollege. In Leuven studeerde hij filosofie en theologie. De priesterwijding ontving hij in 1942. 
Vanaf 1943 doceerde hij dogmatiek in Leuven. Hij doceerde over Thomas van Aquino en het thomisme. In de jaren 1945-1947 studeerde hij in Parijs aan het dominicaanse college Le Saulchoir bij Marie-Dominique Chenu en Yves Congar. Zijn eerste grote studie, De sacramentele heilseconomie, een bewerking van zijn proefschrift, verscheen in 1952. In het academiejaar 1956-1957 doceerde Schillebeeckx dogmatiek aan het Hoger Instituut voor Godsdienstwetenschappen van de Faculteit Godgeleerdheid Leuven. In 1958 werd hij benoemd tot hoogleraar dogmatiek aan de Universiteit van Nijmegen. Zijn inaugurele rede, Op zoek naar de levende God, bevat min of meer het onderzoeksprogramma waaraan hij wilde beginnen, het bouwen van een theologie waarin niet enkel aan de waarheid recht wordt gedaan, maar ook de menselijke ervaring een plaats heeft. Hiermee introduceerde hij de Nouvelle Théologie in Nederland. In 1961 richtte hij het Tijdschrift voor Theologie op.
In 1983 ging hij met emeritaat. Hij bleef in Nijmegen wonen, alwaar hij op woensdag 23 december 2009 overleed, 95 jaar oud. Tot in zijn allerlaatste jaren wijdde hij zijn afnemende krachten aan een belangrijk boek over de sacramenten, dat volgens hem in elk geval nog af moest.
Op 31 december 2009 werd Schillebeeckx begraven in Nijmegen.  

### Condoleance
Namens de Nederlandse bisschoppen heeft de bisschop van Rotterdam, Ad van Luyn, in een condoleancebrief aan de familie en ordebroeders zijn erkentelijkheid betuigd voor de grote rol die Schillebeeckx gespeeld heeft tijdens het Tweede Vaticaans Concilie. Volgens Van Luyn zal nadere studie moeten uitwijzen wat Schillebeeckx' verdiensten voor de theologie en het Tweede Vaticaans Concilie uiteindelijk zijn geweest. De relatie tussen de Nederlandse bisschoppen en Schillebeeckx was na het Concilie bekoeld, aldus Van Luyn.

## Theologische inzichten
Schillebeeckx was als adviseur voor het Nederlandse episcopaat aanwezig op het Tweede Vaticaans Concilie (1962-1965). In de eerste plaats was Schillebeeckx de ghost writer van vele conciliespeeches die door de Nederlandse bisschoppen - en een aantal Indonesische, toen nog veelal van Nederlandse afkomst - werden gehouden. Niettegenstaande het feit dat hij nooit een officiële benoeming als concilie-peritus heeft gekregen, speelde hij op verscheidene wijzen een aanzienlijke rol in de ontwikkeling van verscheidene teksten. Schillebeeckx' invloed is vooral merkbaar in de constitutie over de goddelijke openbaring (Dei Verbum, 18 november 1965), de Dogmatische constitutie over de Kerk Lumen Gentium, en de Pastorale Constitutie over de Kerk, Gaudium et Spes, waarin hij vooral bijdroeg aan de totstandkoming van een vernieuwde huwelijksmoraal.
Daarnaast redigeerde hij theologische kritieken die anoniem werden verspreid onder concilievaders, en op die wijze vernieuwende argumenten in het debat binnen brachten. De theologische studies van Schillebeeckx werden in de periode tot aan het eind van het Tweede Vaticaans Concilie gekenmerkt door zijn onderzoeksmethode, die thomisme en fenomenologie (met name het denken van Edmund Husserl) wilde verzoenen. De belangrijkste werken uit deze tijd zijn de genoemde studie De sacramentele heilseconomie (over voorbestemming van de mens tot het heil) en Christus. Sacrament van Godsontmoeting (1959).

### Bijbelse theologie
Vanaf 1967 sloeg Schillebeeckx een andere richting in, die gemarkeerd werd door zijn oratie God - de toekomst van de mens, waarmee hij afscheid nam van de neoscholastiek en zich vooral nog richtte op de menselijke ervaring als onderzoeksthema. Hij was vanaf deze tijd intensief betrokken bij het streven om verregaande veranderingen in te voeren in de katholieke Kerk in Nederland. Internationaal was hij met name actief als medeoprichter van het theologisch tijdschrift Concilium, waaraan theologen als Chenu, Congar, Karl Rahner en aanvankelijk ook Joseph Ratzinger meewerkten. Schillebeeckx was een spraakmakende deelnemer aan het Pastoraal Concilie te Noordwijkerhout (1968-1970).
In deze jaren ging hij van het thomisme over naar de bestudering van de exegese. Tevens sneed hij grote kwesties als het priesterambt en het celibaat aan. Zijn boeken over Jezus, waarin hij onder andere stelde dat de goddelijkheid van Jezus niet ten koste gaat van zijn mensheid, kregen grote belangstelling. De unieke eigenheid van mensen is de kern van het mens-zijn. De uniciteit van Jezus, maakt hem niet minder mens, maar méér, daardoor is hij echt mens. De publicatie ervan leidde tot onderzoek vanuit Rome naar zijn rechtzinnigheid, mede omdat Schillebeeckx als officieel katholiek theoloog de opstanding als objectieve gebeurtenis had ontkend.
In juni 1984 had de Congregatie voor de Geloofsleer Schillebeeckx een schrijven gestuurd naar aanleiding van zijn boek Kerkelijk ambt, voorgangers in de gemeente van Jezus Christus (1979). Hij werd opgeroepen "de leer van de Kerk openlijk te erkennen".
Zijn opvatting dat de apostolische opvolging voor de sacramentele wijding een niet-wezenlijk gegeven zou vormen voor de uitoefening van het priesterambt, en bijgevolg voor het verlenen van de macht de Eucharistie te consacreren, werd in strijd bevonden met de leer van de Katholieke Kerk.
Schillebeeckx is nooit voor zijn opvattingen veroordeeld. Wel verscheen er na het derde proces in de L'Osservatore Romano een 'Notificatio' van de hand van kardinaal J.Ratzinger (destijds prefect van de congregatie voor de geloofsleer), waarin wordt gewaarschuwd dat er in zijn tweede boek over het ambt enkele punten aanwezig zijn die niet helemaal overeenkomen met de officiële leer van de kerk.
Zelf voegt Schillebeeckx hier aan toe: "Er wordt nergens gezegd dat ze afwijken van het christelijk geloof."
In de late publicaties leunde Schillebeeckx aan tegen de opvattingen van de 'pluralisme-theologie' van de religies, waarin de ontmoeting tussen de mens en God niet meer per se in de persoon van Christus plaatsvindt. Daarmee beschouwde Schillebeeckx de Kerk en de sacramenten als een uiting van de relatie tussen God en de mens, die evenzeer op geheel andere wijze buiten de Kerk geconstitueerd kan worden. Ook hierdoor raakt Schillebeeckx' werk aan de ecclesiologie, de leer over de aard van de Kerk. Schillebeeckx insisteerde daarbij meermaals dat de kennis van Gods realiteit onmogelijk uit één enkele religieuze traditie kan worden geput.

## Over de rol van de theologie
Schillebeeckx was van mening dat theologie zonder een waarachtig zoeken naar God betekenisloos was. In zijn theologisch testament schrijft hij: "Ondanks alle wetenschappelijkheid vraagt het theologiseren om gedragen te zijn door een spiritualiteit. Met ‘spiritualiteit’ bedoel ik de fundamentele houding en inspiratie waarmee een mens zijn leven leidt en zich overeind houdt in onze menselijke geschiedenis waarvoor en waarin hij of zij zich inzet. Alles heeft daarin betrekking op het ‘zoeken naar God’, een zoeken dat het hart van alle theologie is…" Humor is hierbij van cruciaal belang: "Ik ben er vast van overtuigd dat zonder humor als ‘menselijke deugd’ elke theoloog het gevaar loopt ‘grootinquisiteur’ te worden… Een theoloog, die geen humor kent of die niet cultiveert, kan ook zichzelf en zijn theologie niet relativeren; dan springt hij uit de band. Ofwel zwelgt hij in ‘theologische hoogmoed’, ofwel wordt hij grootinquisiteur die ‘de andersdenkende’ met vuur en zwaard zou willen vernietigen…"  

## Onderscheidingen

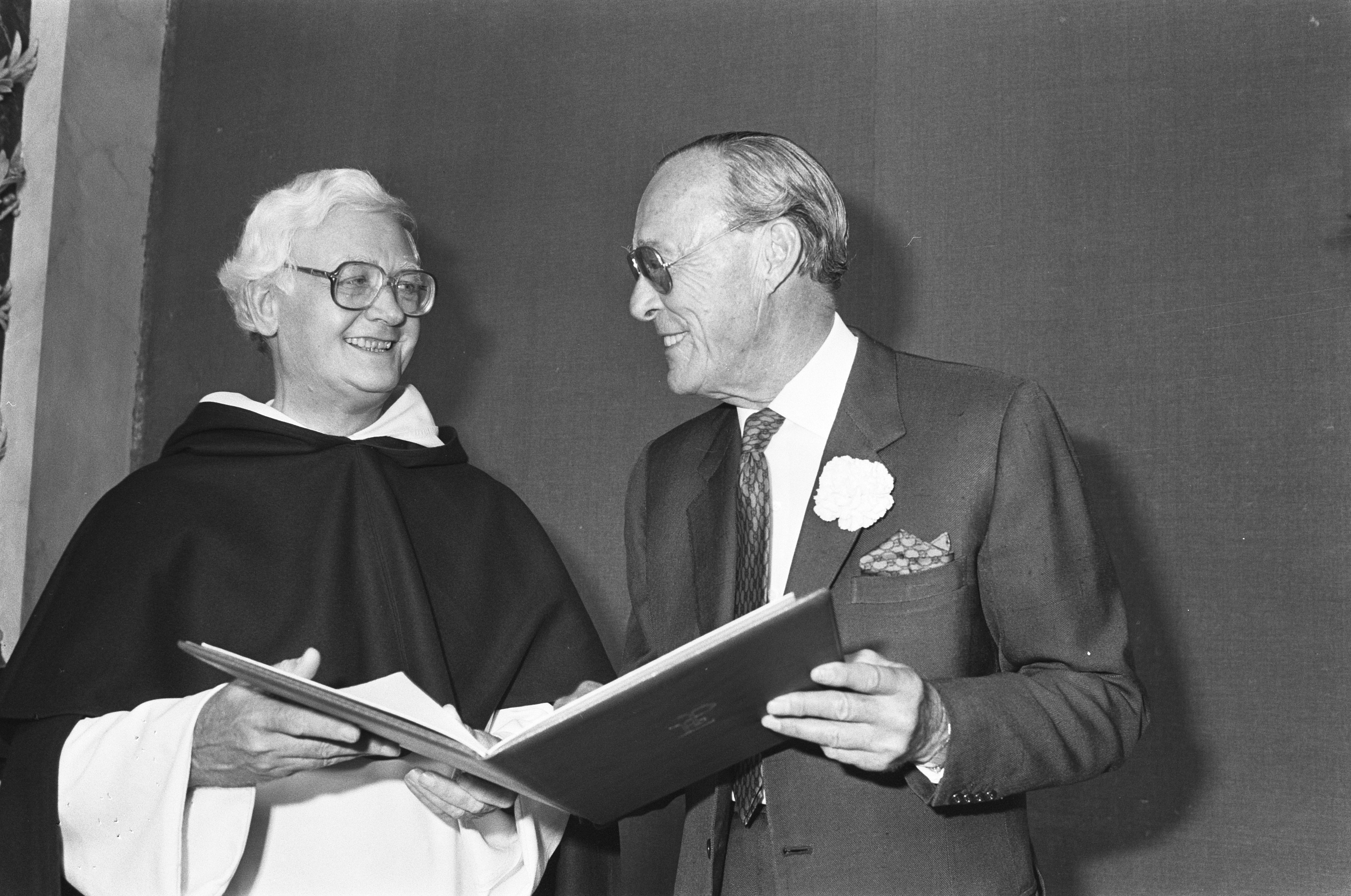
Professor Schillebeeckx en prins Bernhard bij de uitreiking van de Erasmusprijs in 1982

In 1974 kreeg hij een eredoctoraat van de Katholieke Universiteit Leuven.
In 1982 ontving hij als blijk van erkenning voor zijn verdiensten als theoloog de Erasmusprijs en in 1989, als enige theoloog, de Gouden Ganzenveer. Aan Schillebeeckx' omvangrijke oeuvre zijn verschillende studies en bibliografieën gewijd. Zijn conflicten met de Congregatie voor de Geloofsleer leidden ertoe dat de voorgenomen vernoeming van een leerstoel aan de Katholieke Universiteit Nijmegen onder druk van Rome werd ingetrokken en omgedoopt tot Leerstoel Theologie en Cultuur. Per 1 november 2018 kreeg deze leerstoel echter weer de naam Edward Schillebeeckx Leerstoel, bezet door prof. Stephan van Erp.

## Werken (selectie)
- De sacramentele heilseconomie (Antwerpen 1952)
- Christus, sacrament van de Godsontmoeting (Bilthoven 1959)
- Op zoek naar de levende God (Nijmegen 1959)
- Openbaring en theologie (Bilthoven 1964) (Theologische Peilingen, 1)
- God en mens (Bilthoven 1965) (Theologische Peilingen, 2)
- Wereld en kerk (Bilthoven 1966) (Theologische Peilingen, 3)
- De zending van de kerk (Bilthoven 1968) (Theologische Peilingen, 4)
- Jezus, het verhaal van een levende (1974) ISBN 90-244-1509-8, ISBN 90-244-1510-1
- Gerechtigheid en liefde : genade en bevrijding (1977) ISBN 90-244-1513-6, ISBN 90-244-1523-3
- Basis en ambt, ambt in dienst van nieuwe gemeentevorming (Nelissen, Bloemendaal, 1979) ISBN 9789024415151
- Kerkelijk ambt, voorgangers in de gemeente van Jezus Christus (Nelissen, Bloemendaal, 1980) ISBN 90-244-1518-7 ISBN 978-90-244-1518-2
- Pleidooi voor mensen in de Kerk (Nelissen, Baarn, 1985) ISBN 90-244-1527-6
- Mensen als verhaal van God (1989) ISBN 90-244-1531-4
- Theologisch testament (1994) ISBN 90-244-1539-X

## Trivia
Edward Schillebeeckx heeft herhaaldelijk verteld hoe hij als net gewijd priester thuiskwam voor het eten. Zoals gewoonlijk wilde zijn vader de zegen uitspreken voor het middagmaal, maar moeder maakte met een hoofdknik in de richting van Edward duidelijk dat dit nu voortaan zijn taak was, maar vader sprak bars: Hier in huis ben ík de priester. Het vormde voor Schillebeeckx, de theoloog, het begin van een fundamenteel nieuw denken over sacrament en priesterschap.
Gevraagd naar zijn eerste ervaring met Jezus, vertelde hij dat hij zeer geraakt was door de uitspraak door zijn vader, die over het kindje Jezus in de kerststal zei: Dit kindje is God.

## Archieven Edward Schillebeeckx
De persoonlijke archieven van Edward Schillebeeckx worden bewaard in twee archiefcentra. Het overgrote deel van het persoonsarchief Schillebeeckx is in bewaring bij het Katholiek Documentatie Centrum (KDC) van de Radboud Universiteit te Nijmegen, en is vooralsnog niet-openbaar voor het publiek. De conciliepapieren van Schillebeeckx worden zowel bewaard aan het voormelde KDC als aan het Centrum voor Conciliestudie Vaticanum II van de Faculteit Theologie en Religiewetenschappen van de KU Leuven.